# Manuel Lopes (calciatore)
Manuel de Jesus Lopes (Maputo, 19 agosto 1982) è un ex calciatore mozambicano, di ruolo attaccante.

## Carriera

### Club
Ha giocato nella massima serie dei campionati bulgaro, greco, cipriota ed angolano.

### Nazionale
Nel 2008 ha esordito in nazionale.

## Palmarès

### Club

#### Competizioni nazionali
- Campionato angolano: 2

Libolo: 2011, 2012
- Coppa d'Angola: 1

Benfica Luanda: 2014